# Gibson SG
Gibson SG je električna gitara, punog tijela, američke tvrtke Gibson Guitar Corporation, predstavljen 1961. te u proizvodnji i prodaji do danas (s manjim varijacijama u dizajnu).
Najprodavaniji je model gitare ove tvrtke.

## Povijest
Godine 1960. učinjena je revizija starijeg, vodećeg modela tvrtke, gitare Gibson Les Paul (zbog slabije prodaje), te je tvrtka učinila promjene u dizajnu modela. Većina ostalih električnih dijelova (dva pickup-a), materijal (mahagonij) ostali su identični. U početku je na promjenama radio Les Paul (tada pod ugovorom s tvrtkom Gibson), međutim novi model je redizajniran i pušten u prodaju bez njegovog znanja.  Rezultat je model Gibson Les Paul SG. Iako se gitara dobro prodavala, te bila vrlo popularna, Les Paul nije bio zadovoljan izgledom gitare te je tražio micanje svoga imena iz modela. To je i učinjeno 1963., pa je nastao Gibson SG (SG je kratica za engl. "solid guitar", prevedno kao gitara punog tijela). 
Tijekom prve tri godine model Gibson SG Standard prodao se u oko 6000 gitara za razliku oko 1700 gitara modela Gibson Les Paul Standard.

## Varijante
Godine 1961. na početku prodaje, Gibson je nudio u prodaji četiri varijante modela SG:
- SG Junior
- SG Special
- SG Standard
- SG Custom.

Tijekom godina proizvodnje i prodaje gitare, tvrtka je proizvodila i brojne varijante poput "Special", "Faded Special", "Supreme", "Menace", "Gothic", te varijante autorizirane i potpisane od različitih izvođača. Od 2010. su u prodaji SG Standard i SG Special. 

## Poznati gitaristi
Neki od poznatih izvođača na SG modelu su: Angus Young, Tony Iommi.